# I. Antal portugál király
Antal (António) (Lisszabon, 1531. – Párizs, 1595. augusztus 26.) cratói perjel, Portugália utolsó Avis-házi királya.

## Élete
I. Mánuel unokája, Lajos herceg és egy zsidó nő, Violanta Gomez gyermeke. Részt vett Sebestyén afrikai hadjáratában, de fogságba esett. 1578-ban szabadult Marokkóból, és hazatérve a trónt foglaltan találta.
Henrik halála után, 1580-ban királlyá kiáltották ki, de II. Fülöp spanyol király seregei betörtek Portugáliába, és legyőzték, amivel Fülöp lett Portugália királya is. Antal nagy nehézségek árán Franciaországba menekült, és Párizsban húzta meg magát, ahol koldusbotra jutva halt meg.

## Családja
Házasságon kívül tíz gyermeke született Anna Barbosától:
- Mánuel (1568-1638)
- Krisztián (1573-1638)
- Péter (?)
- Dénes (?)
- Alfonz (?)
- János (?)
- Filippina (?)
- Lujza (?)
- Viola (?)
- Antónia (?)